# Truls Mørk
Truls Otterbech Mørk, född den 25 april 1961 i Bergen, är en norsk cellist. 
Mørk har spelat in flera CD på skivbolaget Virgin: Sjostakovitjs cellokonsert nummer 1 och Elgars och Brittens cellokonserter, Dutilleuxs cellokonsert och cellosviter samt Dvořáks cellokonsert. Truls Mørk spelar på en Domenico Montagnana-cello (Venedig 1723) lånad av den norska banken SR-bank i Stavanger.

## Diskografi i urval
- Brahms: Sonater for cello og klaver (1988)
- Haydn: Konserter for cello og orkester (1992)
- Sjostakovitsj: Cellokonserter (1995)
- Prokofiev: Cellosonate / Sjostakovitsj: Cellosonate nr. 2 / Stravinskij: Suite italienne (1997)
- Miaskovskij: Konsert for cello og orkester/Prokofiev: Sinfonia Concertante (1998)
- Elgar: Cellokonsert / Britten: Cellosymfoni (1999)
- Britten: Suiter for cello solo (2001)
- Dutilleux: Konsert for cello og orkester “Tout un monde lointain” (2002)